# Ла Фонте (Кјети)
Ла Фонте (итал. La Fonte) је насеље у Италији у округу Кјети, региону Абруцо.
Према процени из 2011. у насељу је живело 236 становника. Насеље се налази на надморској висини од 514 м.